# Анатолий Затворник
Анатолий Затворник (XII век) — инок Киево-Печерского монастыря. Святой Русской церкви, почитается в лике преподобных, память совершается (по юлианскому календарю): 3 июля и 28 сентября (Собор преподобных отцов Киево-Печерских Ближних пещер).
Сведения о жизни преподобного Анатолия не сохранились. «Тератургим» соборного монаха Афанасия (Кальнофойского) (1638 год) называет его старцем и чудотворцем. Местное почитание Анатолия Затворника началось в конце XVII века когда печерский архимандрит Варлаам (Ясинский) (будущий митрополит Киевский) установил празднование Собора преподобных отцов Дальних пещер. В службе собору святых, составленной в это время, Анатолий Затворник упоминается во втором тропаре девятой песни вместе с преподобными Спиридоном и Никодимом. По мнению Филарета (Гумилевского) Анатолий подвизался вместе с этими святыми в XII веке. «Описание о российских святых», известное по спискам конца XVII века, включает Анатолия в число святых «града Киева».
Общецерковное почитание началось после разрешения Святейшего Синода во второй половине XVIII века включать в общецерковные месяцесловы имена ряда киевских святых. Память преподобному Анатолия 3 июля установлена в честь тезоименитства со святителем Анатолием Константинопольским.